# Hans Alfredson
Hans Folke "Hasse" Alfredson var søn af annoncechef Folke Alfredson og Aina, f. Eriksson. Han voksede op i Helsingborg og blev cand. mag med afgangseksamen fra Lunds Universitet. Herefter blev han ansat ved Radiotjänst i 1956, hvor han mødte Tage Danielsson. Efter studier i Lund kom han til Radiotjänst i 1956, hvor han blandt andet producerede "Sveriges Bilradio" og indledte  et samarbejde med Tage Danielsson. Sammen gik de under fællesbetegnelsen Hasseåtage, og i 1961 etablerede de underholdningsselskabet AB Svenska Ord. Efter Tages død i 1985 har han blandt andet samarbejdet med Povel Ramel (Tingel Tangel på Tyrol 1989-1990), Gunnar Hellström (Solskenspojkarna 1996) samt Peter Dalle og Tina Ahlin (Prins Korv under taket 1999). Han var chef for Skansen i Stockholm i årene 1992–1994. 
Han er far til instruktørerne Daniel og Tomas Alfredson. 

## Biografi
Hans Alfredson voksede op i en borgerlig familie og tog studentereksamen i Helsingborg. Allerede som 17-årig blev han filmanmelder på en lokal avis. "Du blir nog inget särskilt när du blir stor", sagde hans mor til ham, at "kanske blir du en sån där gubbe som ritar och berättar för barn".[kilde mangler] Hun fik kun delvis ret, for han er nok mest kendt som skuespiller, revymager, instruktør, komiker, satiriker og forfatter; men han skrev også børneviser som for eksempel "Blommig falukorv" og "Styrman Karlssons äventyr med porslinspjäsen". Efter studier i Lund kom han til Radiotjänst i 1956, hvor han blandt andet producerede "Sveriges Bilradio" og indledte samarbejdet med Tage Danielsson. Sammen gik de under fællesbetegnelsen Hasseåtage, og i 1961 etablerede de underholdningsselskabet AB Svenska Ord. De producerede revyer og film og udgav plader på mærket Svenska Ljud. Udgivelserne på AB Svenske Ord er blevet en del af svensk humor- og teaterhistorie. Æblekrigen og Picassos eventyr anses for at være klassikere i svensk filmhistorie. Sideløbende med samarbejdet med Danielsson virkede han som eneinstruktør og skuespiller. Den enfoldige morder er beskrevet som "et glimrende bevis på, hvor stort og bredt Hasse Alfredsons talent var". Efter Tages død i 1985 har Alfredson blandt andet samarbejdet med Povel Ramel: (Tingel Tangel på Tyrol 1989-1990), Erik Clausen: (Den store badedag 1991), Gunnar Hellström: (Solskenspojkarna 1996) samt Peter Dalle og Tina Ahlin: (Prins Korv under taket 1999).

## Filmografi

### Som instruktør og manuskriptforfatteri udvalg
- 1996 – 90 minuter 90-tal (episoden Älvakungen dyker upp)
- 1988 – Familjen Schedblad (TV-serie, medregi: Tomas Alfredson)
- 1988 – Vargens tid
- 1987 – Jim & piratene
- 1985 – Falsk som vann
- 1983 – P&B
- 1982 – Den enfoldige morder
- 1975 – Æblekrigen
- 1973 – Kvartetten som sprängdes (TV-serie)

### Manuskript i samarbejde med Tage Danielsson
Samtlige med regi af Tage Danielsson.
- 1978 – Picassos äventyr
- 1971 – Eppelkrigen
- 1968 – I hodet på en gammal gubbe
- 1965 – Att angöra en brygga
- 1964 - Pus ta meg (Svenska bilder)

### Roller
- 2008 – Maria Larssons evige øyeblikk
- 2004 – Ørnen
- 2004 – Dag och natt
- 2000 – Hundhotellet. En mystisk historia (stemmen til hunden Sture)
- 1999 – Sofies verden
- 1996 – Jerusalem
- 1992 – Den goda viljan
- 1991 – Den store badedag
- 1990 – Macken – Roy's och Roger's Bilservice
- 1989 – Resan till Melonia (stemmen til Slagg)
- 1987 – Jim & piratene
- 1985 – Falsk som vann
- 1983 – P&B
- 1982 – Den enfoldige morder -fabrikanten
- 1981 – Sista budet
- 1981 – Sopor
- 1978 – Picassos eventyr
- 1977 – Den allvarsamma leken
- 1975 – Egget er løst
- 1975 – Slipp fangene fri – det er vår!
- 1974 – Dunderklumpen! (stemmen til Humlan)
- 1974 – Gangsterfilmen
- 1972 – Nybyggerne
- 1971 – Utvandrerne
- 1971 – Eppelkrigen
- 1970 – På rymmen med Pippi Långstrump Konrad, omreisende selger
- 1970 – Grisjakten
- 1968 – Skammen
- 1968 – I huvet på en gammal gubbe
- 1968 – Klart spår till Tomteboda Årets julekalender på TV (Sigge Sot)
- 1967 – Skrållan, Ruskprick och Knorrhane
- 1966 – Lystnaden (lundensisk karnevalsfilm)
- 1965 – Att angøra en brygga
- 1964 - Pus ta meg (Svenska bilder)
- 1958 – Ett svårskött pastorat

## Priser og udmærkelser
- Albert Engström-prisen 2007
- Hedenius-priset 2003
- Grammis 2000
- Æresdoktor i filosofi i Lund 1992
- Piratenprisen 1990
- Tage Danielsson-prisen 1987
- Gustaf Fröding-stipendet 1987
- Purjolöksprisen 1986
- Edvardpriset 1983
- Årets skåning 1981
- Litteris et Artibus 1981
- Evert Taube-stipendet 1972 (sammen med Tage Danielsson)
- Karl Gerhards Hederspris 1968 (sammen med Tage Danielsson)